# Zwartnestsalangaan
De zwartnestsalangaan (Aerodramus maximus, oude naam nog veel gebruikt: Collocalia maxima) is een gierzwaluw van het geslacht salanganen. Gierzwaluwen van dit geslacht maken gebruik van echolocatie bij het navigeren door donkere grotten.

## Kenmerken
De zwartnestsalangaan is een middelgrote gierzwaluw, met een gevorkte staart. De bovenzijde van deze soort is donkerbruin. Gemiddeld is deze gierzwaluw een centimeter langer dan de eetbaar-nestsalangaan (13 cm, 17 gram) en verschilt door het ontbreken van de lichte stuit.

## Nesten
De zwartnestsalangaan maakt nesten in dezelfde omgeving als de eetbaar-nestsalangaan. Het nestje van de zwart-nestsalangaan is echter niet van zuiver speeksel, maar gemengd met veren en plantenmateriaal en daarom veel minder waard (20% van de waarde van een nestje van de eetbaar-nestsalangaan).

## Verspreiding en leefgebied
De soort komt voor in Vietnam, Myanmar, Maleisië en de Grote Soenda-eilanden. Heel bekend is de populatie in de grotten van het Nationaal Park Niah in Sarawak (Maleisië). De zwartnestsalangaan komt vooral voor in kustgebieden en daar waar kalksteengrotten zijn. Overdag foerageren ze boven tropische bossen waar ze jagen op vliegende mieren en termieten.
De soort telt drie ondersoorten:
- A. m. maximus: zuidelijk Myanmar, Maleisië en zuidoostelijk Vietnam.
- A. m. lowi: Sumatra, noordelijk en westelijk Borneo en Java.
- A. m. tichelmani: zuidoostelijk Borneo.

## Status
De vogel is de meest algemeen voorkomende soort uit het geslacht Aerodramus en is nog lang niet in de zijn bestaan bedreigd; schattingen uit 2002 wijzen op circa 2,65 miljoen vogels in heel Borneo. Omdat het bosareaal enorm is gekrompen, gaan de aantallen van deze gierzwaluwen echter achteruit want cijfers uit de jaren 1930 over de toen mogelijke oogst aan nestjes wijzen op een enorme achteruitgang.